# Mistrzostwa Świata w Lekkoatletyce 2011 – bieg na 10 000 m kobiet
Bieg na 10 000 m kobiet – jedna z konkurencji rozgrywanych podczas lekkoatletycznych mistrzostw świata na Daegu Stadium w Daegu. 
Obrończynią tytułu mistrzowskiego z 2009 roku jest Linet Masai z Kenii. Rekordzistką świata w biegu na 10 000 metrów jest Berhane Adere (30:04,18 – 23 sierpnia 2003, Paryż), a najszybszą zawodniczką na świecie w sezonie 2011 jest obrończyni Sally Kipyego (30:38,55 – 29 maja 2011, Palo Alto).

## Terminarz
| Data        | Godzina |       |
| ----------- | ------- | ----- |
| 27 sierpnia | 21:00   | Finał |

## Rezultaty

### Finał
| Pozycja | Zawodnik                  | Reprezentacja     | Rezultat | Uwagi |
| ------- | ------------------------- | ----------------- | -------- | ----- |
|         | Vivian Cheruiyot          | Kenia             | 30:48,98 | PB    |
|         | Sally Kipyego             | Kenia             | 30:50,04 |       |
|         | Linet Masai               | Kenia             | 30:53,59 | SB    |
| 4       | Priscah Jepleting Cherono | Kenia             | 30:56,43 | PB    |
| 5       | Meselech Melkamu          | Etiopia           | 30:56,55 | SB    |
| 6       | Shitaye Eshete            | Bahrajn           | 31:21,57 | NR    |
| 7       | Shalane Flanagan          | Stany Zjednoczone | 31:25,57 |       |
| 8       | Ana Dulce Félix           | Portugalia        | 31:37,03 |       |
| 9       | Kara Goucher              | Stany Zjednoczone | 31:47,59 |       |
| 10      | Jéssica Augusto           | Portugalia        | 32:06,68 | SB    |
| 11      | Tigist Kiros              | Etiopia           | 32:11,37 |       |
| 12      | Christelle Daunay         | Francja           | 32:22,20 |       |
| 13      | Jennifer Rhines           | Stany Zjednoczone | 32:29,58 |       |
| 14      | Hikari Yoshimoto          | Japonia           | 32:32,22 |       |
| 15      | Kayo Sugihara             | Japonia           | 32:53,89 |       |
| 16      | Krisztina Papp            | Węgry             | 32:56.02 |       |
| 17      | Megumi Kinukawa           | Japonia           | 34:08.37 | SB    |
|         | Meseret Defar             | Etiopia           | DNF      |       |
|         | Eloise Wellings           | Australia         | DNS      |       |